# マット・ハリントン
マット・ハリントン（Matt Harrington、1982年2月1日 - ）は、アメリカ合衆国・カリフォルニア州出身の元プロ野球選手（投手）。右投右打。
ドラフト指名されるも条件面で折り合いがつかなかったことを理由に入団を拒否し続け、代理人の指示の下、独立リーグで実戦を積みながらより良い条件での契約合意を待ったが、結局契約金ゼロでマイナー契約し、現在は引退している。代理人スコット・ボラスによって人生が変わった一人とされる。

## 経歴

### 高校時代
最上級生時には11勝0敗防御率0.54奪三振126（65投球回数）という成績を残し、2000年の全米最優秀選手に選ばれている。

### ドラフト・プロ入り後
2000年、ドラフト1巡目（全体7位）でコロラド・ロッキーズに指名される。ハリントンの代理人は契約金495万ドルを要求（前年の全米ドラフト全体1位指名のジョシュ・ハミルトン以上の額であった）。ロッキーズは最終的に契約金400万ドルを提示したが、合意に至らなかった。ハリントンはその代理人を解雇し、新たな代理人としてスコット・ボラスを採用した。
2001年、ドラフト2巡目（全体58位）でサンディエゴ・パドレスに指名される。パドレスは契約金120万ドルを提示したが、ボラスはその倍額を要求したため今度も契約締結に至らなかった。ボラスの進言でハリントンは独立リーグでプレーすることを選択し、球団側の評価が上昇するのを待ったが、大した成績を残せずパドレスは興味を失った。その後もハリントンは独立リーグでのプレーを続け、ドラフト指名を待つこととなる。
2002年、ドラフト13巡目（全体374位）でタンパベイ・デビルレイズに指名される。デビルレイズは契約金5000ドル～20万ドルを提示したが、契約に至らなかった。
その後、2003年ドラフト24巡目（全体711位）でシンシナティ・レッズに指名され、2004年、ドラフト36巡目（全体1089位）でニューヨーク・ヤンキースに指名されるも、いずれも契約合意に至らなかった。2005年のドラフトではどの球団からも指名されなかったため、アマチュアフリーエージェントとなった。
2006年10月、シカゴ・カブスと契約金なしでマイナー契約を結び、2007年の春季キャンプに合流するが成績を残せず開幕前に解雇される。その後、再び独立リーグでプレーするが、その年を限りに引退する。

### 引退後
引退後、1年程経過した2009年当時はコストコのタイヤ売り場にて時給11ドル50セントで働いていると報じられた。

## 日本での報道
日本では、最初のロッキーズからの1巡目指名拒否が僅かに伝えられただけだが、その報道を見た糸井重里は、2000年当時のブログで「メジャーからの誘いを蹴るとはひょっとすると大物かもしれない。今後彼の行方に注目」とコメントしていた。